# Ron Yary
Anthony Ronald Yary, detto Ron (Chicago, 16 luglio 1946), è un ex giocatore di football americano statunitense che ha giocato nel ruolo di offensive tackle per la maggior parte della carriera con i Minnesota Vikings della National Football League (NFL). Fu la prima scelta assoluta del Draft NFL 1968. Al college giocò a football alla University of Southern California dove vinse un titolo nazionale. Yari è stato inserito nella Pro Football Hall of Fame nel 2001.

## Carriera professionistica
Yary fu la prima scelta assoluta del Draft 1968 da parte dei Minnesota Vikings, che scambiarono Fran Tarkenton coi New York Giants per quella scelta, divenendo il primo uomo della linea offensiva della storia a venire scelto come primo assoluto. Dal 1968 al 1981 Ron rimase coi Minnesota Vikings, concludendo la carriera nel 1982 coi Los Angeles Rams. Durante la permanenza di Yari ai Vikings, la squadra vinse 11 titolo di division e arrivò a disputare 4 Super Bowl: IV, VIII, IX e XI. Yari fu uno dei dieci giocatori ad aver disputato tutte le quattro finali coi Vikings. Fu nominato inoltre nella formazione ideale della stagione All-Pro per 6 stagioni consecutive (1971–76) e nel Second-Team All-Pro nel 1970 e nel 1977. Yari fu convocato per 7 Pro Bowl consecutivi e fu una delle colonne dei successi dei Vikings negli anni '70. Per tre volte il giocatore fu votato miglior uomo della linea offensiva della NFC (1973–75) dall'Associazione Giocatori della NFL.
Yary in 14 anni a Minnesota saltò solamente due partite a causa di infortuni oltre a tre nella sua stagione da rookie per doveri militari. Fu inserito nel Ring of Honor dei Vikings nel 2000 e nella Pro Football Hall of Fame nel 2001. Ci vollero inoltre altri 29 anni prima che un altro uomo della linea offensiva, Orlando Pace nel Draft NFL 1997, fosse scelto come primo assoluto.

## Palmarès

### Franchigia
- Campionato NFL: 1

Minnesota Vikings: 1969
- National Football Conference Championship: 3

Minnesota Vikings: 1973, 1974, 1976

### Individuale
- Convocazioni al Pro Bowl: 7

1971, 1972, 1973, 1974, 1975, 1976, 1977
- First-team All-Pro: 6

1971, 1972, 1973, 1974, 1975, 1976
- Second-team All-Pro: 2

1970, 1977
- All-NFC: 8

1970, 1971, 1972, 1973, 1974, 1975, 1976, 1977
- NFLPA Offensive-lineman dell'anno della NFC: 3

1973, 1974, 1975
- Formazione ideale della NFL degli anni 1970
- Pro Football Hall of Fame (Classe del 2001)
- Minnesota Vikings Ring of Honor (Classe del 2001)
- Squadra ideale del 25º anniversario dei Minnesota Vikings
- Squadra ideale del 40º anniversario dei Minnesota Vikings
- I 50 più grandi Vikings